# Nyungwe-Wald
Der Nyungwe-Wald (Kinyarwanda Pariki ya Nyungwe, französisch Forêt naturelle de Nyungwe, englisch Nyungwe Forest National Park) ist ein immergrüner Bergregenwald im Südwesten Ruandas und gilt als der größte zusammenhängende Bergwald in Ost- und Zentralafrika. Das Waldgebiet ist 2012 zum Nationalpark erklärt worden. Im Jahre 2023 wurde er in das UNESCO-Welterbe aufgenommen.

## Geographie
Der Nyungwe Forest National Park erstreckt sich auf einer Fläche von 970 km² auf dem westlichen Ausläufer des Ostafrikanischen Riftsystems (Great Rift Valley), zu dem der Huye gehört. Dieses, auch Albertines Rift genannte, von bis zu 3000 m aufragenden Riftflanken gesäumte Grabensystem durchquert den Westen Ruandas von Norden nach Süden und bildet die Wasserscheide zwischen den Flusssystemen des Nils und des Kongos. Nahe dieser Wasserscheide liegt die von Richard Kandt im Jahr 1898 entdeckte Quelle des Rukarara-Nyabarongo, der als einer der Quellflüsse des Nils gilt („Source du Nil“). Eine Fläche von 166 km² liegt im Einzugsgebiet des Akanyaru, der nach Nordosten fließt, wo er in den Nyabarongo mündet und weiter bis in den Nil. Entgegengesetzt fließt der Kalundura vom Nyungwe-Wald nach Nordwesten in den Kiwusee. Insgesamt 503 km² des Nationalparks und damit ein Großteil der Gesamtfläche liegen im Einzugsgebiet des an der Westgrenze Ruandas vom Kiwusee abfließenden Ruzizi. Innerhalb des Parks liegt im Distrikt Nyamasheke der 2950 m hohe Berg Bigugu. Im Süden und Südwesten grenzt der Nationalpark an Burundi. Zum Nationalpark gehört zudem der kleinere Cyamudongowald, der einige Kilometer südwestlich liegt.
Der jährliche Gesamtniederschlag im Parkgebiet liegt bei 1500 bis 2500 mm, abnehmend von West nach Ost.

## Vegetation

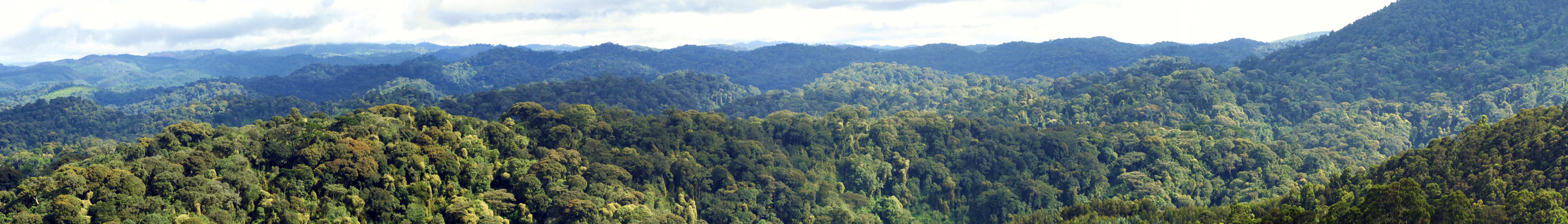
Panorama des Nyungwe-Waldes

Der immergrüne Wald des Nyungwe unterscheidet sich in seiner floristischen Zusammensetzung als auch von der äußeren Erscheinung her vom Tieflandregenwald in der D.R. Kongo. Wälder wie dieser im Nyungwe werden als Bergregenwald bezeichnet. Ab etwa 1500 bis 1700 m tritt das erste mächtige Kondensationsniveau auf, unterhalb dessen die maximale Regenstufe ausgebildet ist (Niederschläge von mehr als 2000 mm/Jahr). Die Wälder oberhalb davon bis in die Gipfelregion sind Wolken- und Nebelwälder. Über 250 Baumarten wurden im Parkgebiet verzeichnet. In den tieferen Regionen dominieren Bäume aus den Gattungen Chrysophyllum (Sapotengewächse), Entandrophragma und Newtonia (Mimosengewächse), wohingegen sich auf den Gipfeln und felsigeren Gebieten beispielsweise Heidekräuter wie Philippia benguellensis und Erica kingaensis finden. Im Südosten des Parks liegt ein ausgedehnter Bambuswald aus Arundinaria alpina. Im Nuyngwe-Wald gibt es zudem mehr als 100 Orchideen, viele davon endemisch, d. h. ausschließlich dort vorkommend. Zwischen 1650 und 2550 m Höhe finden sich auch ausgedehnte Moore. Das größte Feuchtgebiet im Park ist der Kamiranzovu-Sumpf, ein über 1000 Hektar großes Torfmoor, in dessen Torf sich Pollen der letzten etwa 300.000 Jahre finden.

## Tierwelt

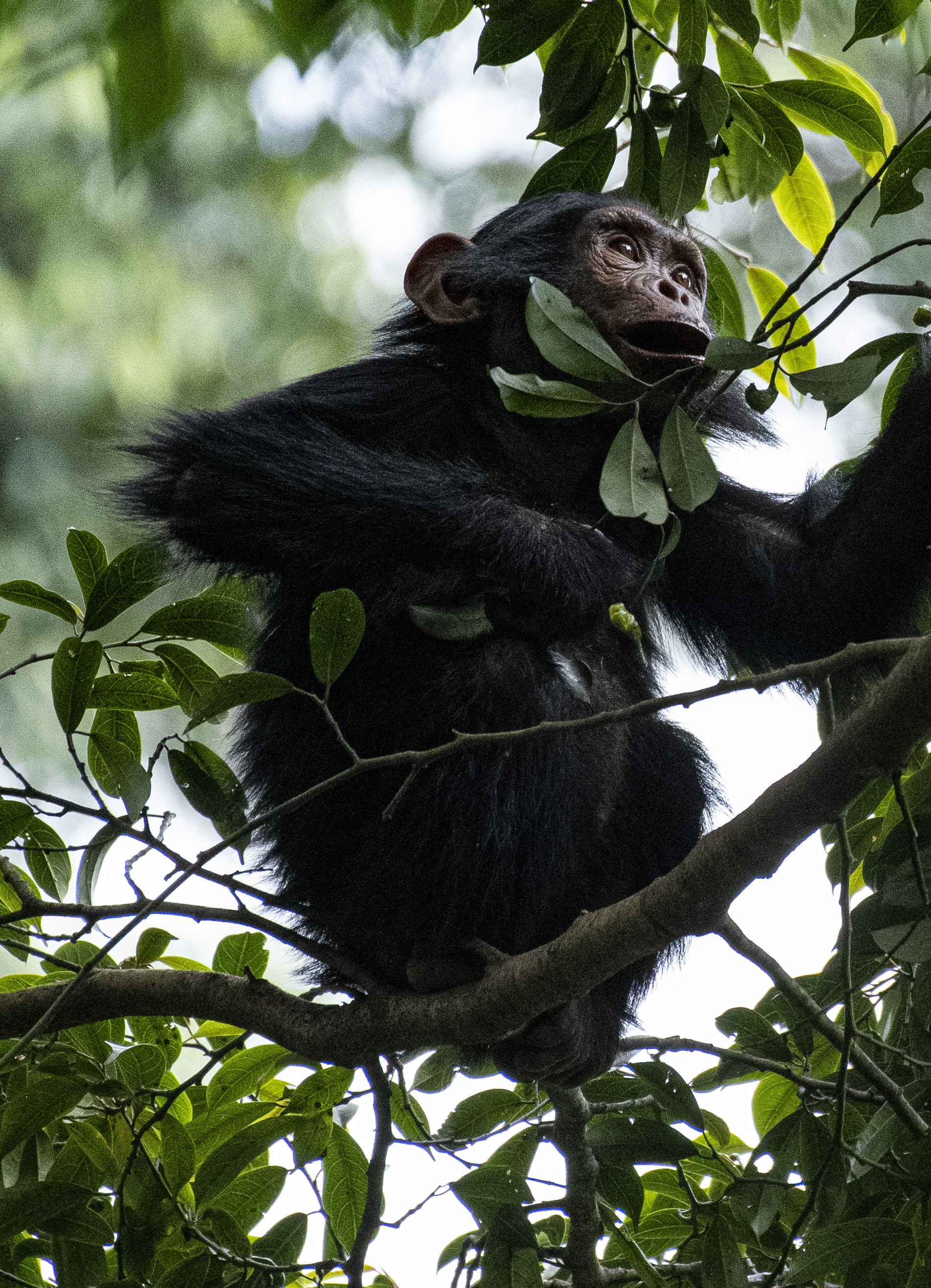
Junger Gemeiner Schimpanse im Nyungwe-Wald

Die Biodiversität im Nyungwe-Wald ist beachtlich. Es leben dort unter anderem 75 Säugetier-, 310 Vogelarten und 120 Schmetterlinge. Unter den Säugetieren sind 13 Primaten vertreten, darunter stark gefährdete Gemeine Schimpansen und Goldmeerkatzen sowie gefährdete Östliche Vollbartmeerkatzen, Eulenkopfmeerkatzen und Ruwenzori-Colobus-Affen. Darüber hinaus ist die Rotschwanzmeerkatze innerhalb Ruandas ausschließlich im Nyungwe-Wald verbreitet. Sie ist international als nicht gefährdet eingestuft, jedoch in Ruanda durch die Abholzung von Wäldern aus anderen Gebieten verschwunden. Zu den im Westlichen Rift, dem westlichen Ast des Ostafrikanischen Grabens endemischen Säugetierarten, die im Nationalpark vorkommen, zählen sieben Spitzmausarten,  mit dem Carruthers-Rotschenkelhörnchen und Ruwenzori-Sonnenhörnchen zwei Hörnchenarten und der Langhaarige Flughund. Eine nur im Nyungwe-Wald vorkommende Amphibie ist die als gefährdet eingestufte Schleichenlurchart Boulengerula fischeri. Eine im Park verbreitete Chamäleonart ist Chamaeleo johnstoni. Unter den über 100 verzeichneten Schmetterlingsarten sind die beiden Edelfalter Bebearia dowsetti und Acraea turlini endemisch.
Ursprünglich kamen im Nyungwe-Wald auch Waldelefanten (Loxodonta cyclotis) vor. Der Letzte wurde im Jahr 1999 erschossen, als Wilderei in der Zeit nach dem Völkermord von 1994 grassierte. Kaffernbüffel kamen bis 1974 vor.
BirdLife International listet das Gebiet als eine von acht Important Bird Areas in Ruanda (IBAs). Zu den vorkommenden Vogelarten im Nungwe-Wald zählen demnach der Lenduschnäpper (Muscicapa lendu) aus der Familie der Fliegenschnäpper und der Blutbrust-Nektarvogel (Cinnyris rockefelleri) aus der Familie der Nektarvögel, die jeweils von der IUCN (International Union for Conservation of Nature and Natural Resources; deutsch „Weltnaturschutzunion“) als gefährdet eingestuft werden. Möglicherweise kommt auch die stark gefährdete Kongomaskeneule vor.

## Naturschutz
Einst war der gesamte Höhenzug des zentralafrikanischen Riftsystems entlang des Kiwusees mit Bergregenwäldern bewachsen. Infolge anthropogener Nutzung seit der Eisenzeit sind diese Wälder nach und nach verkleinert und dadurch zumeist zerstört worden. Der Nyungwe-Wald steht seit 1933 unter Schutz, ist seitdem dennoch um 20 % an Fläche geschrumpft. Wie schwach der Schutz als Naturreservat gegen die Zerstörung ist, zeigt das Schicksal des Gishwati-Waldes, der heute nur noch auf Landkarten existiert; noch im Jahr 1960 war er einige Kilometer nördlich gelegen, in Richtung des am Nordufer des Kiwu-Sees gelegenen Goma. Seit 2005 besitzt der Nyungwe-Wald den Status eines Nationalparks und ist somit einer von drei Nationalparks in Ruanda. Die anderen sind der Virunga-Nationalpark (Parc National de Virunga), berühmt durch die Berggorillas, und der Akagera-Nationalpark (Parc National de l’Akagera). Es gibt Partnerschaften mit der National University of Rwanda in Butare und dem WCS, sowie ein Ranger-basiertes Monitoring Programm für das Park-Management. Wildbewegungen, illegale Aktivitäten, Fauna- und Florastatus werden laut dem staatlichen Rwanda-Development-Board auch mit Hilfe von GIS-Technik registriert (Monitoring Information System).
Am 7. Oktober 2020 unterschrieb die Regierung von Ruanda für die nächsten 20 Jahre einen Vertrag mit African Parks, einer grenzüberschreitenden Nichtregierungsorganisation.

## Tourismus

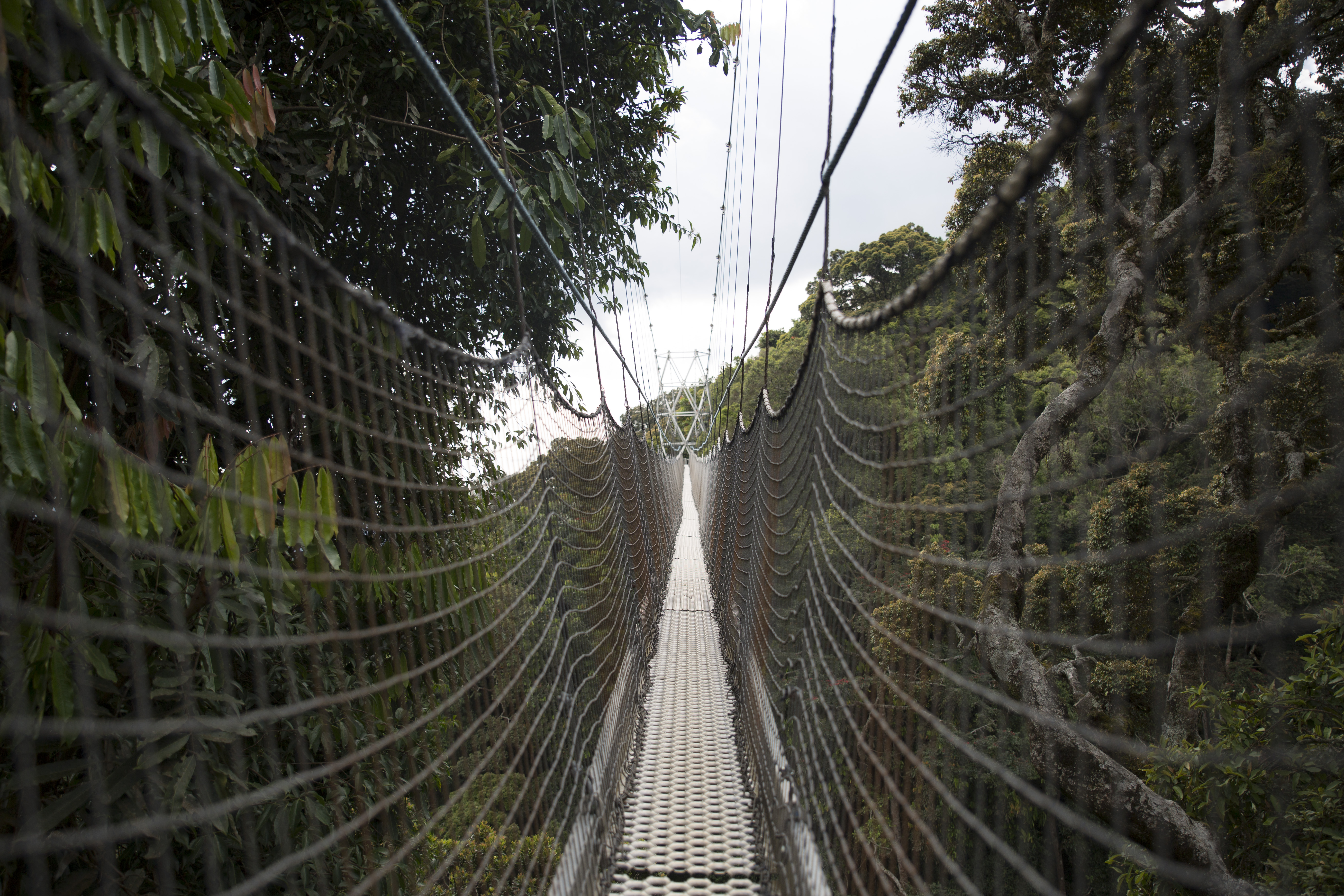
Canopy Walk im Nationalpark

Das ORTPN (Office Rwandais du Tourisme et des Parcs Nationaux) bietet geführte Wandertouren durch den Nyungwe-Wald und die Beobachtung von Schimpansen und anderen Primaten an. Ausgangspunkt ist die direkt an der Straße liegende Station in Uwinka. In Gisakura, nahe einer Teeplantage am westlichen Ausgang des Waldes, liegt eine weitere Station des ORTPN mit Touren zu einem Wasserfall. Dort gibt es auch Übernachtungsmöglichkeiten. Es gibt einen Baumkronenpfad im Park, den Canopy walkway.

## Verkehr
Der Nyungwe-Wald ist relativ gut erschlossen. Quer durch den Wald führt die asphaltierte Fernstraße von Butare nach Cyangugu an der Westgrenze von Ruanda. Sie ist Teil der Fernstraße von Mombasa über Nairobi, Kampala und Kigali nach Bukavu/Cyangugu und ist von zentraler Bedeutung zur Anbindung des Ostteils der D.R. Kongo.